# Ofensiva del Dniéper-Cárpatos
La ofensiva del Dniéper-Cárpatos, conocida en la historiografía soviética como operación ofensiva estratégica del Dniéper-Cárpatos (en ruso: Днепровско-Карпатская стратегическая наступательная операция), fue una serie de ofensivas llevadas a cabo por los 1.º, 2.º, 3.º y 4.º Frentes Ucranianos junto con el Primer Frente Bielorruso contra el Grupo de Ejércitos Sur y el Grupo de Ejércitos A alemanes para recuperar los territorios ocupados de Ucrania occidental y Moldavia. La lucha se prolongó desde el 24 de diciembre de 1943 hasta el 17 de abril de 1944. 
El objetivo de esta ofensiva era dividir el Grupo de Ejércitos Sur de la Wehrmacht y desalojar a las fuerzas germanas y a sus aliados rumanos y húngaros de la mayoría de los territorios de Ucrania y Moldavia, que todavía estaban ocupados por las fuerzas del Eje. Fue una de las mayores ofensivas de la Segunda Guerra Mundial, que se extendió a lo largo de un frente de 1000 km e involucró a casi 3 500 000 soldados de ambos lados.
En el curso de la operación, veinte divisiones de la Wehrmacht fueron destruidas, disueltas o tuvieron que ser retiradas del frente para su reconstrucción, mientras que otras sesenta divisiones quedaron reducidas a menos de la mitad de su fuerza teórica. Aún peores fueron las pérdidas de equipo, con miles de preciados tanques, cañones de asalto, piezas de artillería y camiones que se perdieron, principalmente por su abandono en el barro primaveral. Según el general alemán Kurt von Tippelskirch, esta fue la mayor derrota de la Wehrmacht desde Stalingrado.
Como resultado de esta ofensiva estratégica, el Grupo de Ejércitos Sur de la Wehrmacht se dividió en dos partes: al norte y el sur de los Cárpatos. La parte norte fue empujada hacia Galitzia (Polonia), mientras que la parte sur fue expulsada hacia Rumanía. La parte norte pasó a llamarse Grupo de Ejércitos Ucrania Norte, mientras que la parte sur pasó a llamarse Grupo de Ejércitos Ucrania Sur, división que entró en vigor a partir del 5 de abril de 1944, aunque para entonces muy poco de Ucrania permanecía en manos alemanas. Fue durante esta ofensiva que el Ejército Rojo llegó por primera vez a la frontera estatal de la URSS anterior al inicio de la guerra en junio de 1941, después de lo cual el combate pasó a territorio polaco y rumano.
Debido a la derrota de la Wehrmacht, el comandante del Grupo de Ejércitos Sur Erich von Manstein y el comandante del Grupo de Ejércitos A Ewald von Kleist fueron destituidos por Hitler y reemplazados por Walter Model y Ferdinand Schörner respectivamente. Esta ofensiva marcó el final de la carrera de Manstein y Kleist en la Wehrmacht.
Para salvar el sector sur del frente del colapso total, el alto mando alemán se vio obligado a transferir ocho divisiones entre enero y febrero y otras veintiséis divisiones alemanas como refuerzos entre marzo y mayo desde toda Francia, Alemania, Dinamarca, Polonia, los Balcanes, el Grupo de Ejércitos Centro y el Grupo de Ejércitos Norte para intentar recomponer el frente en ruinas del Grupo de Ejércitos Sur. Esto ascendió a un total de treinta y cuatro divisiones, 550 000 hombres y al menos 1850 tanques, cañones de asalto y cañones antitanque autopropulsados.
La ofensiva soviética Dniéper-Cárpatos desempeñó un papel clave al influir en los futuros éxitos de los desembarcos aliados en Normandia y la operación Bagratión soviética, ya que las fuerzas alemanas estacionadas en Francia y pertenecientes al Grupo de Ejércitos Centro se vieron gravemente debilitadas por esas transferencias. En total, durante la gran crisis en el oeste de Ucrania, las fuerzas alemanas estacionadas en Francia se vieron privadas de 45 827 soldados y 363 tanques, cañones de asalto y cañones antitanque autopropulsados el 6 de junio de 1944. Mientras tanto, el Grupo de Ejércitos Centro se vio privado de un total de 125 380 soldados y 552 tanques, cañones de asalto y cañones antitanque autopropulsados el 22 de junio de 1944.
El éxito soviético durante esta operación llevó al Alto Mando alemán a concluir que el sector sur del frente oriental sería el área donde tendría lugar la principal ofensiva soviética de verano de 1944. Por esta razón, las fuerzas alemanas en el sur, especialmente las cruciales divisiones panzer, recibieron prioridad en los refuerzos. Esto llevó a un evidente debilitamiento del Grupo de Ejércitos Centro durante la primavera de 1944 y la presunción por parte de los alemanes de que el sector sur del frente oriental sería el lugar de la principal ofensiva soviética de verano de 1944, lo cual tuvo consecuencias catastróficas para los alemanes durante la operación Bagratión.

## Contexto
Durante la batalla del Dniéper en el otoño y verano de 1943, que aseguró la orilla izquierda o el este de Ucrania y aisló al 17.º Ejército alemán en Crimea, se establecieron varias cabezas de puente soviéticas a lo largo de la orilla derecha del río Dniéper. Estas cabezas de puente se expandieron a lo largo de noviembre y diciembre y se convirtieron en las plataformas desde las que se lanzó la ofensiva Dniéper-Cárpatos.
Una de estas cabezas de puente, centradas alrededor de Kiev, tenía hasta 240 kilómetros de ancho y 120 kilómetros de profundidad y estaba ocupada por las tropas del Primer Frente Ucraniano. La otra, situada en la región de Cherkasy, Znamenka y Dnepropetrovsk, tenía hasta 350 km de ancho y entre 30 a 100 kilómetros de profundidad y estaba ocupada por tropas del Segundo y Tercero Frentes Ucranianos.
Mientras tanto, los efectivos del Cuarto Frente Ucraniano alcanzaron los tramos inferiores del Dniéper en el sector Kakhovka-Tsyurupinsk, y habían aislado al 17.º Ejército alemán estacionado en la península de Crimea, al tiempo que se apoderaron de una cabeza de puente en la costa sur de Sivash.
Las unidades del Frente del Cáucaso Norte (18.º y 56.º Ejércitos, 4.º Ejército Aéreo) a principios de noviembre de 1943, con la ayuda de la Flota del Mar Negro y la Flotilla del Azov, cruzaron el estrecho de Kerch y capturaron una cabeza de puente en la península de Kerch (véase operación Kerch-Eltigen). Posteriormente, el Cuarto Frente Ucraniano se trasladaría a Crimea para aplastar a las fuerzas del Eje cercadas allí

## Orden de batalla

Frente Oriental desde agosto de 1943 hasta diciembre de 1944.
Territorio recuperado en la Ofensiva del Dniéper-Cárpatos (centro)

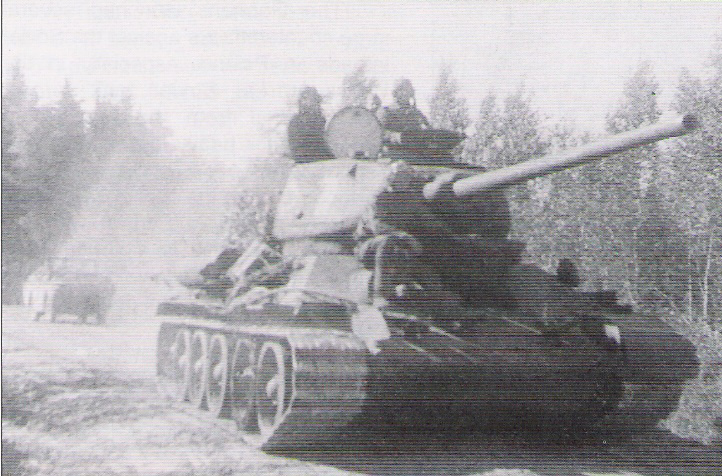
T-34/85 del 3.º Ejército de Tanques de la Guardia, 1944

### Ejército Rojo
Primer Frente Ucraniano, comandanteː general del ejército Nikolái Vatutin (hasta marzo de 1944) luego mariscal de la Unión Soviética Gueorgui Zhúkov
- 1.er Ejército de la Guardia, comandanteː coronel general Andréi Grechko
- 13.er Ejército, comandanteː teniente general Nikolái Pujov
- 18.º Ejército, comandanteː coronel general Kostantín Leselidze
- 27.º Ejército, comandanteː teniente general Serguéi Trofimenko
- 38.º Ejército, comandanteː coronel general Kirill Moskalenko
- 40.º Ejército, comandanteː teniente general Filip Zhmachenko
- 60.º Ejército, comandanteː teniente general Iván Cherniajovski
- 3.er Ejército de Tanques de la Guardia, comandanteː coronel general Pável Rybalko
- 1.er Ejército de Tanques, comandanteː coronel general Mijaíl Katukov
- 1.er Cuerpo de Caballería de la Guardia, comandanteː teniente general Viktor Baránov
- 2.º Ejército Aéreo, comandante teniente general, desde febrero de 1944 coronel general de aviación Stepán Krasovski

Segundo Frente Ucraniano, comandante general del ejército, desde febrero de 1944 mariscal de la Unión Soviética Iván Kónev
- 4.º Ejército de la Guardia, comandante mayor general  Aleksndr Rizhov, de febrero a noviembre de 1944 el teniente general Iván Galanin
- 5.º Ejército de la Guardia, comandanteː teniente general Alekséi Zhadov
- 7.º Ejército de la Guardia, comandanteː coronel general Mijaíl Shumilov
- 37.° Ejército, comandanteː teniente general Mijaíl Sharojin
- 52.º Ejército, comandanteː mayor general Konstantín Korotéiev
- 53.° Ejército, comandanteː mayor general Gérman Tarasov, hasta enero de 1944; luego teniente general Iván Galanin (hasta marzo de 1944);
- 57.° Ejército, comandante teniente general Nikolái Gagen
- 5.º Ejército de Tanques de la Guardia, comandante coronel general (desde febrero de 1944, mariscal de blindados) Pável Rótmistrov;[12]
- 26.º Cuerpo de Fusileros de la Guardia
- 23.º Cuerpo de Fusileros
- 5.º Cuerpo de Caballería de la Guardia, comandante teniente general Alekséi Selivánov[13]
- 5.º Ejército Aéreo, comandante teniente general, desde el 25 de marzo de 1944 coronel general de aviación Serguéi Goriunov;[14]

Tercer Frente Ucraniano, comandante general de ejército Rodión Malinovski
- 8.° Ejército de la Guardia, comandante coronel general Vasili Chuikov
- 6.º Ejército, comandanteː teniente general Iván Shlemin
- 46.º Ejército, comandanteː teniente general Vasili Glagolev
- 7.º Ejército Aéreo, comandanteː teniente general de Aviación Iván Sokolov

Cuarto Frente Ucraniano, comandanteː general de ejército Fiódor Tolbujin
- 2.do Ejército de la Guardia, comandanteː teniente general Gueorgui Zajárov
- 3.er Ejército de la Guardia, comandanteː teniente general Dimitri Leliushenko, hasta febrero de 1944 luego; teniente general Dmitri Riábyshev
- 5.º Ejército de Choque, comandanteː teniente general, desde septiembre de 1943 coronel general Viacheslav Tsvetaev
- 28.° Ejército, comandanteː teniente general Alekséi Grechkin
- 4.º Cuerpo de Caballería de la Guardia, comandanteː teniente general Issá Plíyev
- 1.er Cuerpo de Ejército checoslovaco, comandanteː general Jan Kratochvíl
- 8.º Ejército Aéreo, comandante teniente general de aviación Timofei Jriukin

Flota del Mar Negro, comandante almirante Filip Oktiabrski
Flotilla del Azov, comandante contraalmirante Serguéi Gorshkov
En total, las tropas soviéticas sumaban 2 086 000 soldados y oficiales, 31 530 cañones y morteros, 1908 tanques y vehículos de artillería autopropulsada y unos 2370 aviones de combate.

### Wehrmacht

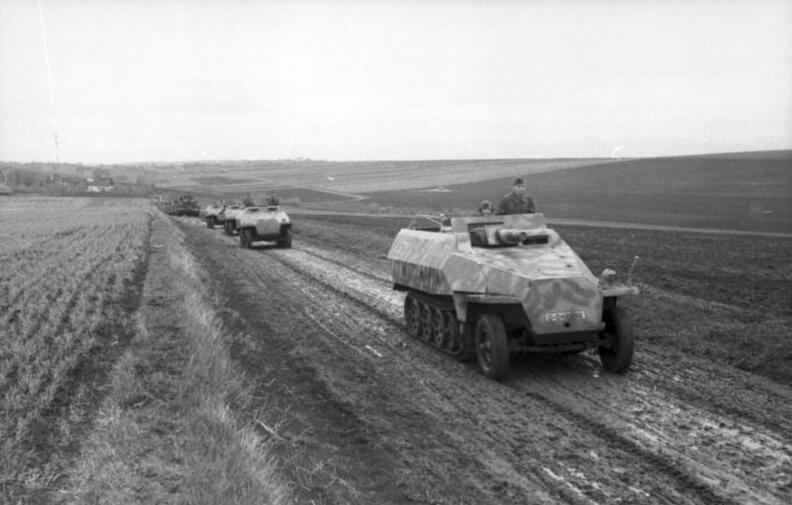
Vehículos blindados alemanes en movimiento en los caminos fangosos de Ucrania en 1944.

Grupo de Ejércitos Centro, comandante mariscal de campo Ernst Busch.
- 2.º Ejército, comandante coronel general Walter Weiß

Grupo de Ejércitos Sur, comandante mariscal de campo Erich von Manstein
- 4.º Ejército Panzer, comandante Erhard Raus, en la región de Zhitómir, al oeste de Kiev;
- 1.er Ejército Panzer, comandante Hans-Valentin Hube, en el óblast de Vínnitsa y hasta Cherkasy al sur;
- 8.º Ejército, comandante Otto Wöhler en el óblast de Kirovogrado;
- 4.º Ejército rumano, comandante teniente general Ioan Mihail Racoviță en el área de la RSS de Moldavia;
- 1.er Ejército húngaro, comandante teniente general Géza Lakatos, en reserva en el noroeste de Ucrania.

Grupo de Ejércitos A, comandante mariscal de campo Ewald von Kleist
- 6.º Ejército (reconstruido después de su destrucción en Stalingrado) comandante Karl-Adolf Hollidt en el saliente de Krivói Rog y Níkopol.

- El 3.er Ejército rumano, también reconstruido después de Stalingrado, comandante Petre Dumitrescu en el área de Tauridia, al norte de Crimea

El apoyo aéreo fue proporcionado por la 4.ª Flota Aérea y la Fuerza Aérea Rumana. 
En total, las tropas de Eje sumaban alrededor de 1 800 000 soldados y oficiales, 2200 tanques y cañones de asalto, 21 820 cañones y morteros y 1560 aviones de combate.

## Planes de los contendientes

### Ejército Rojo
De acuerdo con la tarea político-militar general de despejar completamente la tierra soviética de las fuerzas alemanas y restaurar las fronteras estatales de la URSS desde el mar de Barents hasta el Mar Negro, el Cuartel General del Mando Supremo (Stavka), planeó para el invierno de 1943-44 una serie de importantes operaciones ofensivas en las inmediaciones de Leningrado y Novgorod, en Bielorrusia, en la margen derecha de Ucrania y en Crimea.

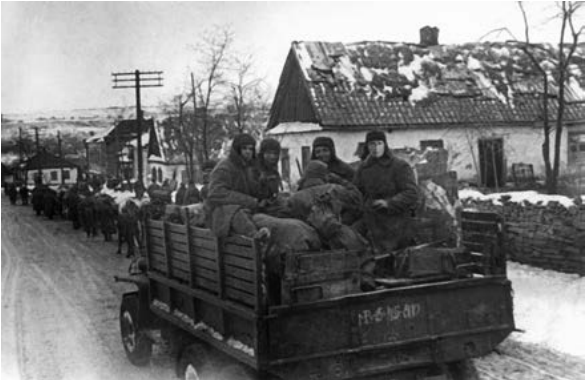
Tropas soviéticas entrando en la población ucraniana de Krivói Rog en febrero de 1944

En la próxima ofensiva de invierno, los principales esfuerzos de las fuerzas del Ejército Rojo se concentraron en el sur con la tarea de liberar la margen derecha de Ucrania y Crimea. Esto aseguraría la derrota del mayor grupo estratégico de los alemanes (Grupo de Ejércitos Sur), el retorno al control soviético de áreas económicamente importantes de Krivói Rog, Kerch, Nikópol, las fértiles tierras de Ucrania y Crimea, puertos de primera clase del Mar Negro, así como la creación de las condiciones necesarias para un nuevo ataque a los Balcanes, Polonia y hacia el flanco del Grupo de Ejércitos Centro, que operaba en Bielorrusia.
Para cumplir con estos objetivos, el Stavka utilizó las tropas del 1.º, 2.º, 3.º y 4.º Frentes Ucranianos, el Ejército Costero Independiente, la Flota del Mar Negro, la Flotilla del Azov, así como los grupos de partisanos que operaban en la retaguardia de los alemanes. Según el plan, que se aprobó en diciembre de 1943, el Primer Frente Ucraniano debía aplastar el ala norte del Grupo de Ejércitos Sur con un golpe en dirección a Kiev y Mogilev - Podolski. Al mismo tiempo, el 2.º, 3.º y 4.º Frentes Ucranianos con golpes del norte, este y sur debían rodear y destruir al grupo de alemanes en la zona de Krivoi Rog - Nikópol. A finales de diciembre de 1943, la situación imperante en Ucrania hizo necesario modificar un poco este plan. En lugar de un golpe profundo hacia el sur, en dirección a Kazanka y Bereznegovatoye el Segundo Frente Ucraniano tuvo que atacar con las fuerzas principales hacia Kirovogrado y Pervomaisk.

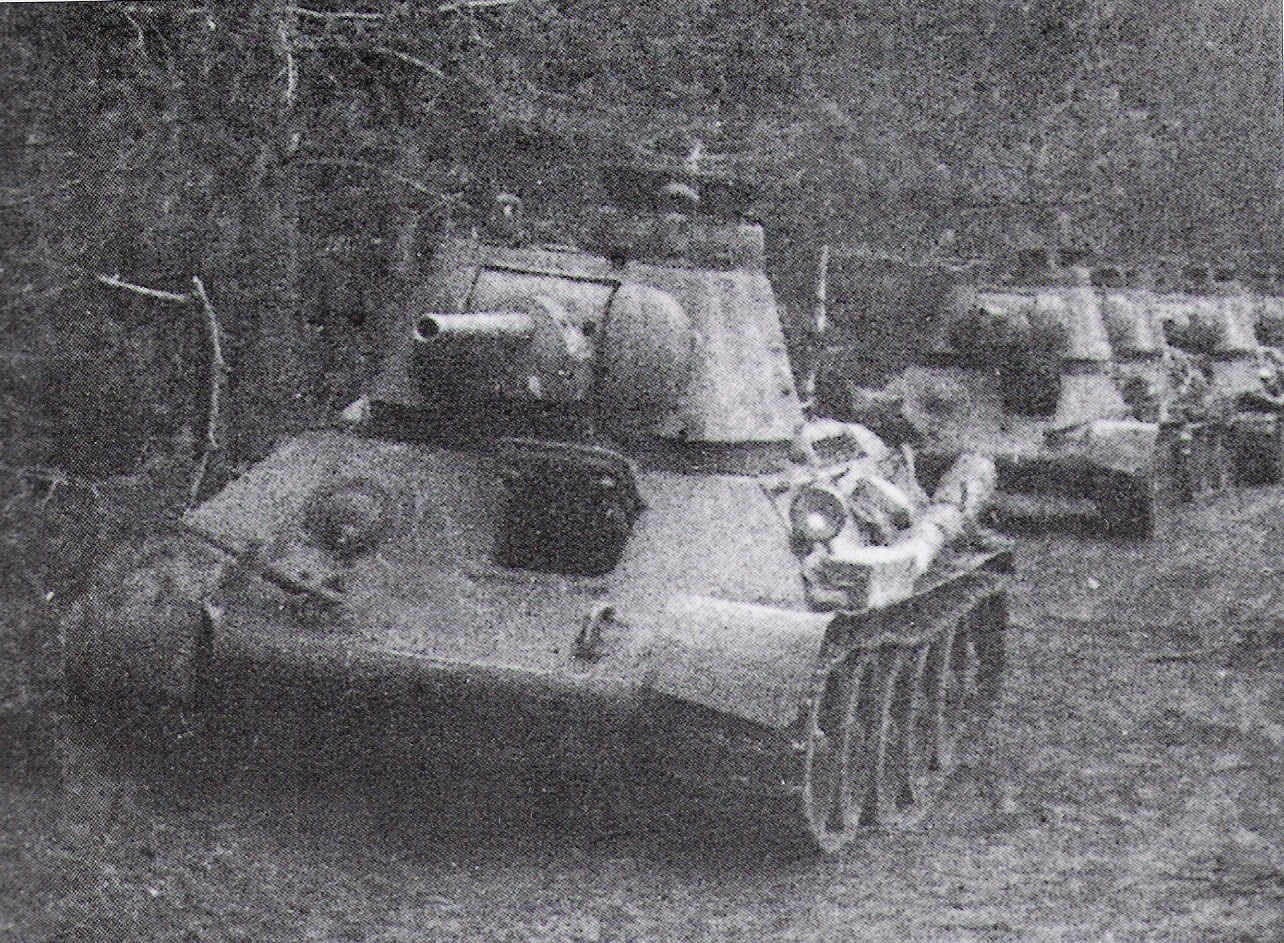
Tanques T-34/76 soviéticos en los alrededores de Kiev en noviembre de 1943

A principios de enero de 1944, el plan de actuación de las tropas del Ejército Rojo se redujo en términos generales a lo siguiente: el  Primer Frente Ucraniano lanzaría el ataque principal sobre Vínnitsa, Mogilev-Podolsky, con parte de las fuerzas dirigidas hacia Lutsk y Jristínivka. El 2.º Frente Ucraniano lanzaría el ataque principal en dirección a Kirovogrado, Pervomaisk, con parte de las fuerzas también dirigidas hacia Jristínovka. Estas ofensivas soviéticas combinadas tenían como misión destruir las fuerzas principales del Grupo de Ejércitos Sur, después el Ejército Rojo avanzaría hacia los Cárpatos, lo que provocaría una división del Grupo de Ejércitos Sur. La Stavka envió al mariscal de la Unión Soviética Gueorgui Zhúkov como su representante para coordinar las acciones del primer y segundo Frentes.
Las tropas de los 3.º y 4.º Frentes Ucranianos darían dos golpes convergentes en las direcciones de Níkopol, Novo-Vorontsovka y derrotarían al grupo de alemanes en la zona de Níkopol - Krivói Rog, luego avanzarían en dirección a Nikolaev, Odesa y liberarían toda la costa del Mar Negro. Al mismo tiempo, el Cuarto Frente Ucraniano solo se comprometió inicialmente para acciones conjuntas con el Tercer Frente Ucraniano para derrotar a los alemanes en el área de Níkopol; posteriormente, la misión asignada al Frente cambió para derrotar al enemigo en Crimea, junto con el Ejército Costero Independiente, la Flota del Mar Negro y la flotilla militar de Azov. La Stavka envió al mariscal de la Unión Soviética Aleksandr Vasilevski como su representante para coordinar las acciones del Tercer y Cuarto Frentes.
Se previó tal secuencia para resolver las diversas tareas planteadas: primero, derrotar a los alemanes en las áreas adyacentes al Dniéper y arrojarlos de regreso a la línea del río Bug Meridional, Pervomaisk, río Ingulets, para en el futuro desarrollar una ofensiva hacia el oeste y suroeste y finalmente alcanzar la línea formada por Lutsk, Maguilov - Podolsk y el río Dniéster. Lo cual dejaría a loas fuerzas soviéticas a las puertas de Rumanía y el sur de Polonia.
El comienzo de la operación para liberar Crimea se hizo dependiendo de la liquidación del grupo de alemanes en la zona de Níkopol - Krivói Rog. Luego, sin embargo, el deterioro de las condiciones climáticas en Crimea obligó a posponer el inicio de esta operación hasta abril.
A los partisanos soviéticos se les dio la tarea de intensificar los ataques contra las comunicaciones alemanas, los cruces de carreteras, las líneas de ferrocarril, así como las guarniciones alemanas de retaguardia, ayudando así al Ejército Rojo.
En total, a principios de enero de 1944, los cuatro Frentes ucranianos soviéticos (1.°, 2.°, 3.° y 4.°) tenían un total de veintiuno ejércitos de armas combinadas, tres ejércitos de tanques y cuatro ejércitos aéreos, un total de ciento sesenta y nueve divisiones de fusileros, nueve divisiones de caballería, dieciocho cuerpos de tanques y mecanizados, 31 530 cañones y morteros, 1908 tanques y vehículos de artillería autopropulsada así como 2364 aviones de combate.
Las cabezas de puente soviéticas retenidas en la orilla derecha del Dniéper fueron las áreas de partida para la concentración de tropas, equipo militar y material necesario para la ofensiva inminente. A principios de diciembre de 1943, los soviéticos comenzaron a reagrupar a las tropas. Por la noche, las divisiones de fusileros, las unidades de artillería y de tanques marchaban hacia la línea del frente, adonde llegaba un flujo continuo de vehículos en movimiento con armas, equipo militar, municiones y alimentos.

### Wehrmacht

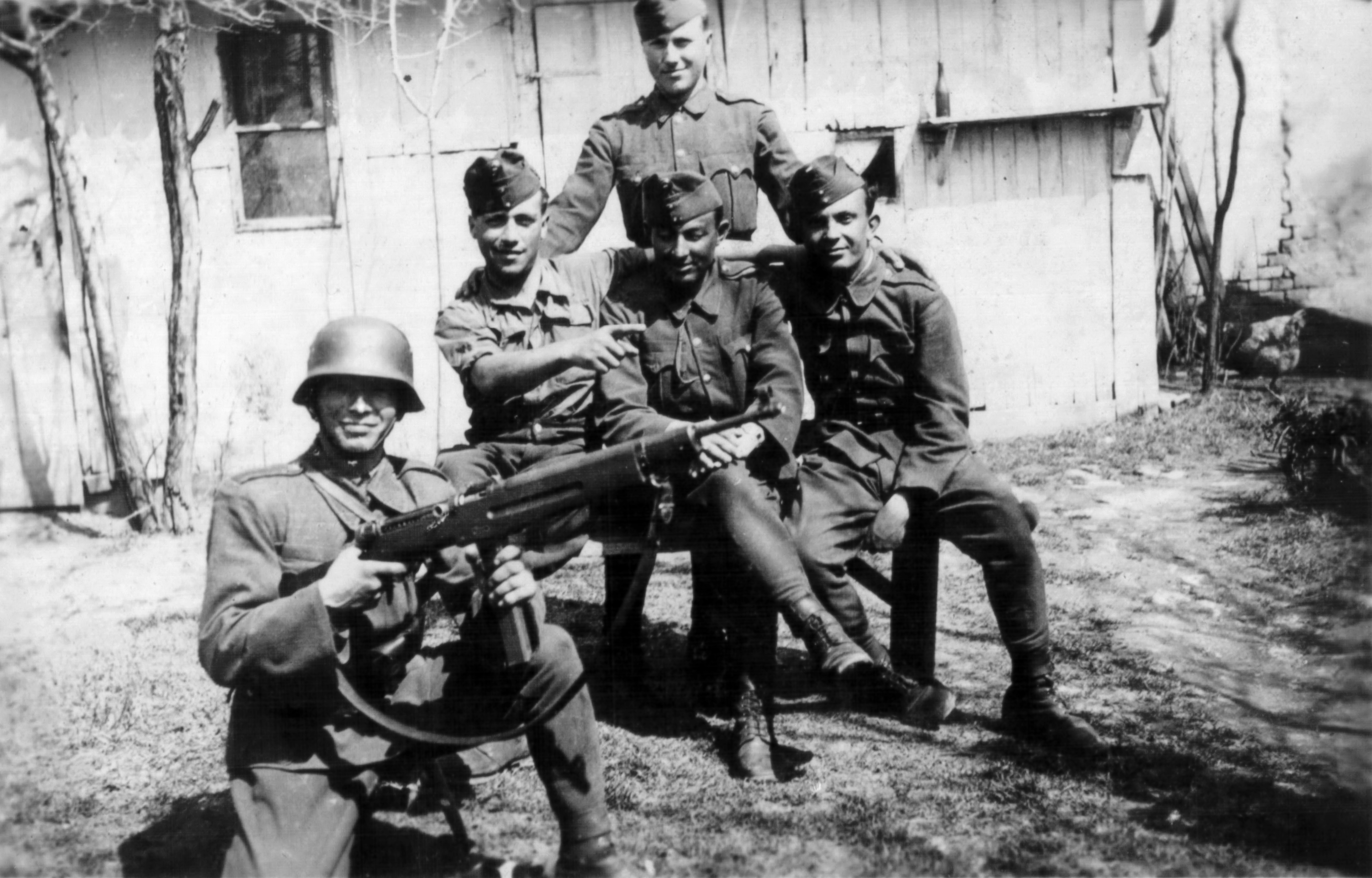
Soldados húngaros en los Montes Cárpatos en 1944

Después de las fuerte derrotas sufridas en la campaña de verano-otoño de 1943, Hitler y el Alto Mando alemán (OKH) adoptaron una nueva postura de defensa estratégica que solo iba a acelerar la agonía de la Wehrmacht en la Unión Soviética. A partir de entonces, las fuerzas alemanas en el frente oriental iban a adoptar una defensa estática para mantener las líneas ocupadas. Los planes para una defensa estática en la zona estaban determinados por factores políticos y, lo más importante, económicos.
Manteniendo las líneas en Ucrania, el Alto Mando alemán, sobre todo Hitler, esperaba evitar que los aliados alemanes, a saber, Rumanía, Hungría y Bulgaria, abandonaran el bloque político-militar del Eje. A este respecto el general alemán Kurt von Tippelskirch escribió lo siguiente:

El frente se acercaba rápidamente a los Balcanes. Teníamos que temer que si los acontecimientos seguían desarrollándose con la misma velocidad, Rumanía, Bulgaria y Hungría, a pesar de su miedo al bolchevismo, se convertirían en aliados poco fiables. El ejemplo de Italia fue en este sentido muy indicativo».

La razón más importante para mantener la parte occidental de Ucrania era meramente económica. El control de Ucrania permitió al Alto Mando alemán exportar alimentos y materias primas estratégicamente importantes a Alemania. En sus cálculos para una defensa obstinada, los alemanes otorgaron especial importancia a la retención de la orilla derecha de Ucrania y Crimea con sus ricos recursos alimenticios, los centros de producción de manganeso alrededor de Nikópol, los centros de producción de mineral de hierro alrededor de Krivói Rog y Kerch, así como el Mar Negro con sus importantes puertos marítimos.

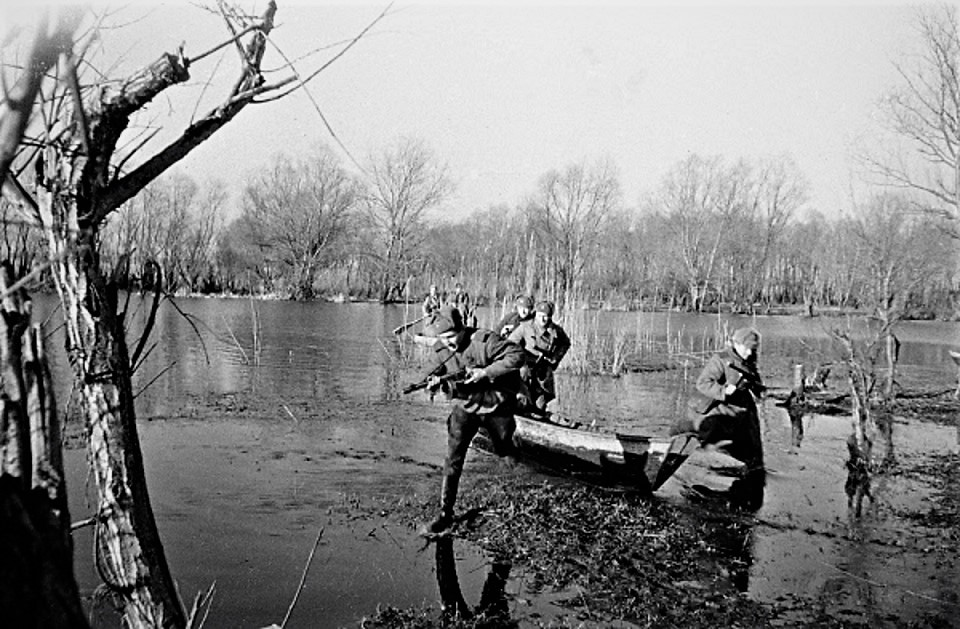
Exploradores soviético detrás de las líneas enemigas.

El Alto Mando alemán tuvo en cuenta la importante posición estratégica de la orilla derecha de Ucrania y Crimea, como áreas que cubren los accesos al sur de Polonia y los Balcanes y aseguran el control sobre las partes central y occidental del Mar Negro.
En total, en la orilla derecha de Ucrania, las fuerzas combinadas del Eje tenían un total de 93 divisiones (incluidas dieciocho panzer y cuatro de Granaderos Panzer), dos brigadas motorizadas, tres batallones panzer pesados equipados con tanques Tiger I, dieciocho batallones de cañones de asalto StuG III, un batallón de cazacarros Elefant, varios batallones antitanques, así como un gran número de unidades de artillería, construcción, ingeniería y otras.
En general, esto equivalía al 40 % de todas las tropas alemanas y al 72 % de todas las divisiones panzer estacionadas en el frente oriental. El Grupo de Ejércitos Sur estaba apoyado por la 4.ª Flota Aérea (Luftflotte 4) de la Luftwaffe (1.º, 4.º y 8.º Cuerpo Aéreo), así como la mayor parte de la Fuerza Aérea Rumana. La sede de la 4.ª Flota Aérea estaba en Jmelnitski, el 8.º Cuerpo Aéreo en Vínnitsa, el 4.º Cuerpo Aéreo en Balta, el 1.er Cuerpo Aéreo en Pervomaisk y la sede del Cuerpo Aéreo Rumano en Odesa.
A lo largo del vasto frente, los alemanes construyeron defensas apresuradamente. La principal zona de defensa con una profundidad de 4 a 6 km tenía un complejo sistema de trincheras, comunicaciones y varios tipos de barreras de ingeniería. En las direcciones más importantes, de 6 a 15 km de la línea del frente, se construyó una segunda línea de defensa. En la profundidad operativa a lo largo de las orillas de los ríos Horyn, Bug Meridional, Inhulets, Dniéster y Prut, se erigieron nuevas fortificaciones mientras se modernizaban las fortificaciones ya disponibles.
Las fuerzas alemanas que operaban en la orilla derecha de Ucrania tenían la intención, no solo de mantener las líneas ocupadas, sino también de tratar de liquidar las cabezas de puente soviéticas en la orilla derecha del Dniéper, así como de atacar desde la cabeza de puente de Nikópol hacia el sur y desde Crimea al norte, con el fin de restablecer una conexión terrestre con las fuerzas alemanas estacionadas en Crimea.
A finales de 1943, las fuerzas alemanas que operaban en Ucrania fueron expulsadas a la línea de Ovruch, Radomyshl, Kanev, Bashtina, Márhanets, Kachachrovka. En la orilla izquierda del Dniéper, al sur de Nikópol, los alemanes mantuvieron una cabeza de puente con una profundidad de treinta kilómetros y un ancho de 120 km.
Tanto Erich von Manstein como Ewald von Kleist exigieron que se permitiera a sus fuerzas retroceder a posiciones más defendibles, pero Hitler lo rechazó y ordenó a sus ejércitos que permanecieran donde estaban. A pesar de sus órdenes, las tropas alemanas se retiraron de todos modos, a menudo ignorando directamente las órdenes o después de presentar informes ficticios para justificar sus acciones.

## Territorios
Los combates que se desarrollaron entre enero y mayo de 1944 en la sección sur del frente oriental cubrieron un vasto territorio desde el río Dniéper hasta los Cárpatos, y desde Polesia hasta el Mar Negro. De especial importancia económica era la región histórica de Ucrania de la Margen Derecha, que ocupa más de la mitad del territorio de toda Ucrania y es de una gran importancia económica y administrativa, con núcleos de población como Odesa, Dnepró, Krivói Rog, Kropivnitski, Nicolaiev y Vínnitsa. Además de su riqueza agropecuaria, en especial, de cereales, y de minerales en ellas florecían industrias de extracción de hierro, de manganeso o de petróleo, además de siderúrgicas, navieras (Nikolaev), azucareras y textiles.
La captura de la margen occidental del gran río y de Crimea abriría las puertas de las tropas del Ejército Rojo a Polonia, Checoslovaquia, Rumanía y los Balcanes. También aseguraría el dominio de la Flota del Mar Negro en las áreas central y occidental.

## Desarrollo de las operaciones

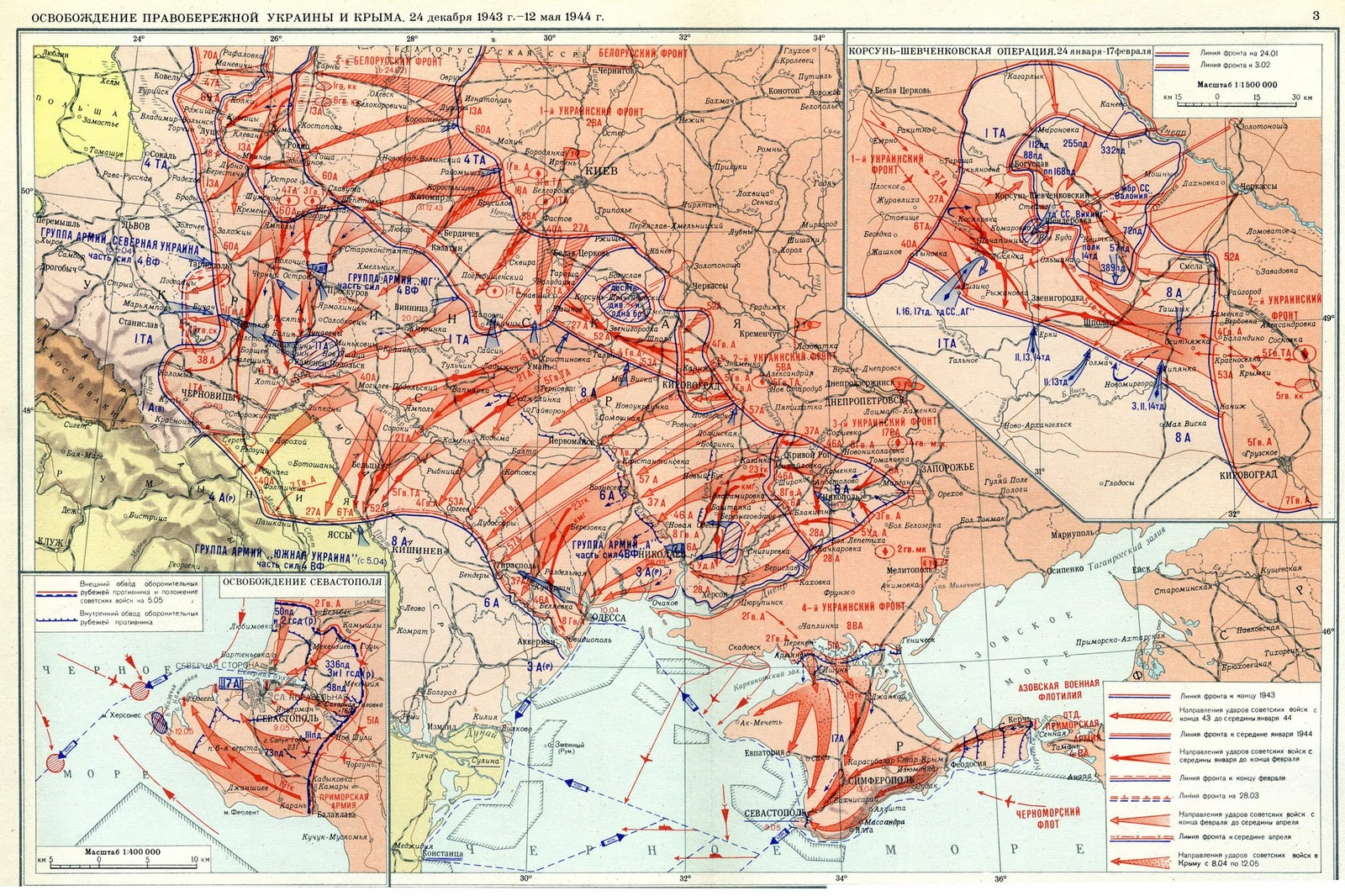
Mapa del desarrollo de las operaciones

La fase inicial de la ofensiva duró desde el 24 de diciembre de 1943 hasta el 29 de febrero de 1944 e incluyó las siguientes operaciones:
- Ofensiva de Zhitómir-Berdichev (24 de diciembre de 1943-14 de enero de 1944)
- Ofensiva de Kirovogrado (5 a 16 de enero de 1944)
- Ofensiva de Korsun-Cherkasy (24 de enero de 1944-17 de febrero de 1944)
- Ofensiva de Rovno-Lutsk (27 de enero de 1944-11 de febrero de 1944)
- Ofensiva de Nikopól-Krivói Rog (30 de enero de 1944 - 29 de febrero de 1944)

La segunda fase de la ofensiva duró desde el 4 de marzo hasta el 5 de abril de 1944 e incluyó las siguientes operaciones:
- Ofensiva de Proskurov-Chernivtsí (4 de marzo de 1944-17 de abril de 1944)
- Ofensiva de Uman-Botoşani (5 de marzo de 1944-17 de abril de 1944)
- Ofensiva de Bereznegovatoye-Snigirevka (6 a 18 de marzo de 1944)
- Ofensiva de Poliske (15-5 de abril de 1944)

### Primera fase

#### Ofensiva de Zhitómir-Berdichev

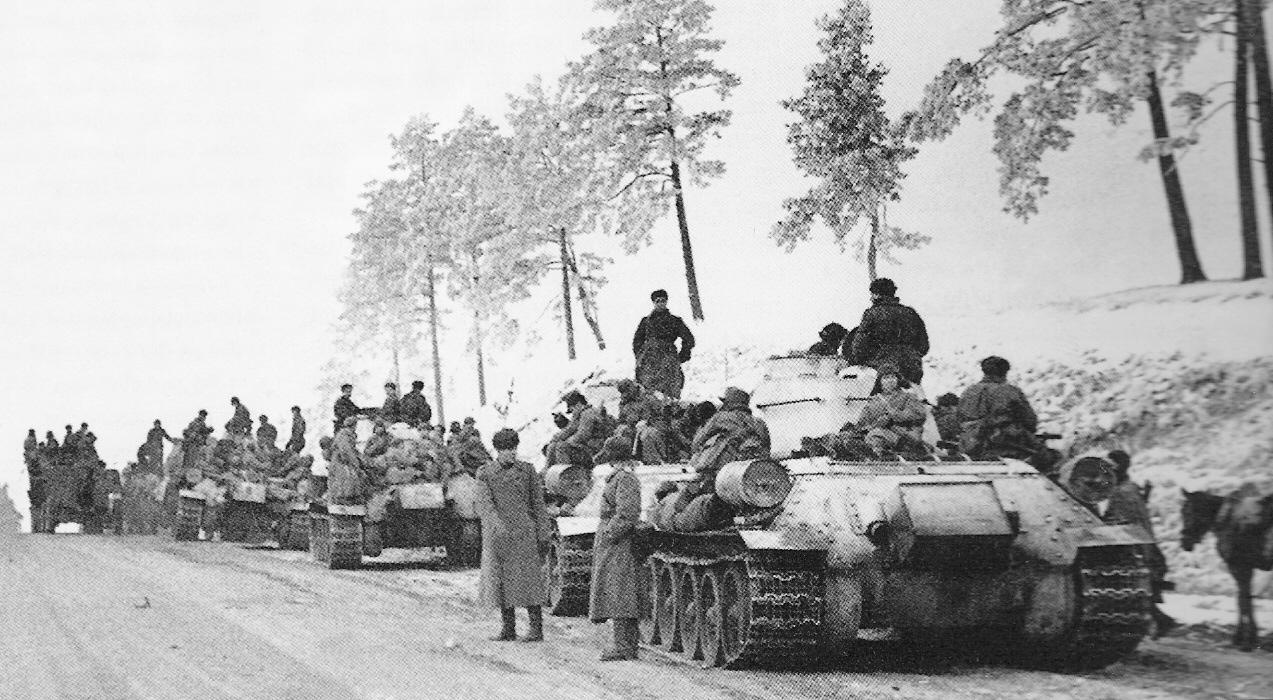
Columna de tanques T-34/85 durante la ofensiva Zhitomir-Berdichev en 1944.

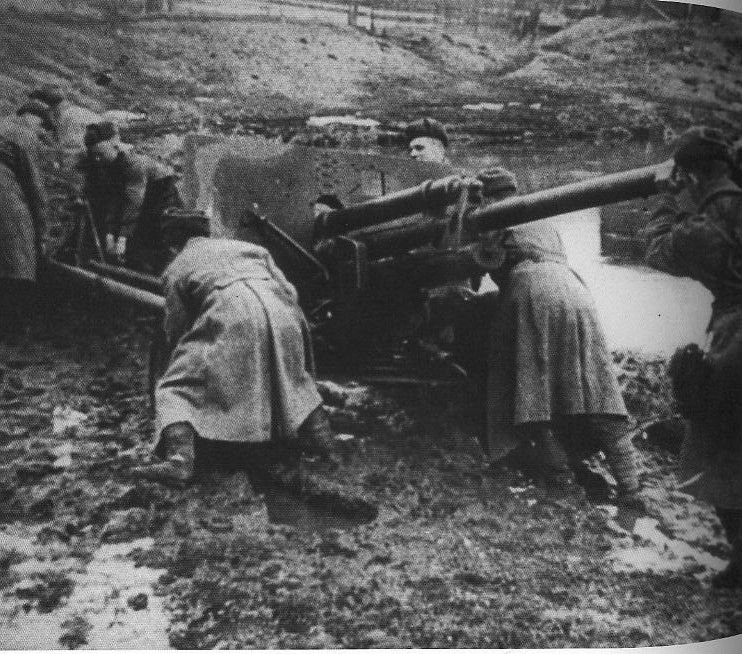
Soldados soviéticos intentan mover un cañón de campaña M1942 (ZiS-3) de 76,2 mm a través del embarrado campo de batalla.

La ofensiva fue lanzada el 24 de diciembre de 1943 por el Primer Frente Ucraniano del general Nikolái Vatutin, con ataques contra el 4.º Ejército Panzer alemán, al oeste y suroeste de Kiev. Manstein intentó contrarrestar el ataque con un ataque por el flanco del Cuarto Ejército Panzer, al mismo tiempo que solicitaba refuerzos y permiso para acortar la línea de defensa retirándose. La ofensiva de Vatutin continuó hacia el oeste y el 40.º Ejército pasó al sur de Fastov.
El intento de contraataque de Manstein fracasó cuando Erhard Raus, comandante del 4.º Ejército Panzer, dijo que no tenía tiempo para organizarse para una ofensiva y prefería intentar detener directamente a las tropas atacantes. El 27 de diciembre, Manstein le pidió directamente a Hitler permiso para retirar sus tropas, pero este le ordenó que mantuviera sus posiciones. Las tropas soviéticas atacaron Kazatin el 28 de diciembre. Tras varias horas de confusos combates, las fuerzas soviéticas capturaron la ciudad ese mismo día. Korosten cayó el 29 de diciembre y Zhitómir lo siguió el 31 de diciembre. El 4.º Ejército Panzer comenzó a desmoronarse cuando se abrió una brecha de treinta y cinco millas alrededor de Zhitomir entre su flanco sur y el XIII Cuerpo. Se formó otra brecha entre el XXXXII Cuerpo y el VII Cuerpo, por lo que Raus aconsejó a Manstein que renunciara a los intentos de cerrar las brechas abiertas por la ofensiva soviética y que, en cambio, se concentrara en mantener intacto al Cuerpo restante.
Alrededor de la época del año nuevo, sin embargo, varias unidades soviéticas comenzaron a rodear a las fuerzas alemanas, en particular al XIII, XXXXVIII y XXIV Cuerpo Panzer. A medida que continuaron los ataques a las áreas que rodean a Berdichev, el XIII Cuerpo quedó reducido a la fuerza de un regimiento de infantería. Se abrió una brecha de casi 70 millas entre el 4.º Ejército Panzer y el 1.er Ejército Panzer. Los refuerzos alemanes planeados fueron detenidos por la ofensiva soviética de Kirovogrado. 
En el curso de la operación, los soviéticos lograron un éxito notable, después de avanzar a una profundidad de 80 a 200 km, despejaron casi por completo de fuerzas alemanas las regiones de Kiev y Zhitómir, varios distritos de las regiones de Vínnitsa y Rovno. Los soviéticos ahora avanzaban peligrosamente desde el norte sobre el Grupo de Ejércitos Sur, mientras que los 27.º y 40.º Ejércitos habían envuelto profundamente a las tropas alemanas que continuaban controlando la orilla derecha del Dniéper en el área de Kanev. Esto creó las condiciones para la posterior operación Korsun-Schevchenkovsky. 
El golpe del Primer Frente Ucraniano se produjo en el lugar más sensible del Grupo de Ejércitos Sur, su flanco norte, que amenazaba con aislar a sus principales fuerzas de los caminos que conducían a Alemania. El 1.° y 4.° Ejércitos Panzer que operaban en la línea del frente habían sufrido graves pérdidas: las 143.º y 147.º Divisiones de Infantería de Reserva se disolvieron, la 68.º División de Infantería debido a las grandes pérdidas se retiró de la línea del frente y fue enviada a Polonia para su reconstrucción, la 8.ª División Panzer, 20.ª División de Granaderos Panzer, así mismo las 112.ª, 291.ª y 340.º divisiones de infantería se redujeron prácticamente a la mitad de su capacidad de combate. En total, ocho divisiones de la Wehrmacht fueron destruidas o diezmadas.
Para cerrar las brechas en su defensa y detener la ofensiva soviética en este sector, los alemanes tuvieron que transferir urgentemente doce divisiones del 1.er Ejército Panzer desde el sur de Ucrania a esta área. Las reservas resultaron estar casi completamente consumidas, lo que afectó el curso posterior de las operaciones. Para detener los posteriores ataques de las tropas soviéticas, el mando alemán se vio obligado a desplegar tropas de Europa Occidental, así como de Rumania, Hungría y Yugoslavia.

#### Ofensiva de Kirovogrado
El 2.º Frente Ucraniano al mando del general de ejército Iván Kónev se unió a la refriega al lanzar la ofensiva de Kirovogrado el 5 de enero de 1944. Uno de sus primeros logros fue detener el envío de refuerzos del Cuarto Ejército Panzer del III Cuerpo Panzer, que estaba siendo atacado simultáneamente por el Frente de Nikolái Vatutin en la ofensiva Zhitomir-Berdichev. En este punto, Manstein voló a la Guarida del Lobo, el Cuartel General de Hitler en Prusia Oriental, para solicitarle permiso para retirarse, pero nuevamente sus demandas fueron rechazadas. 

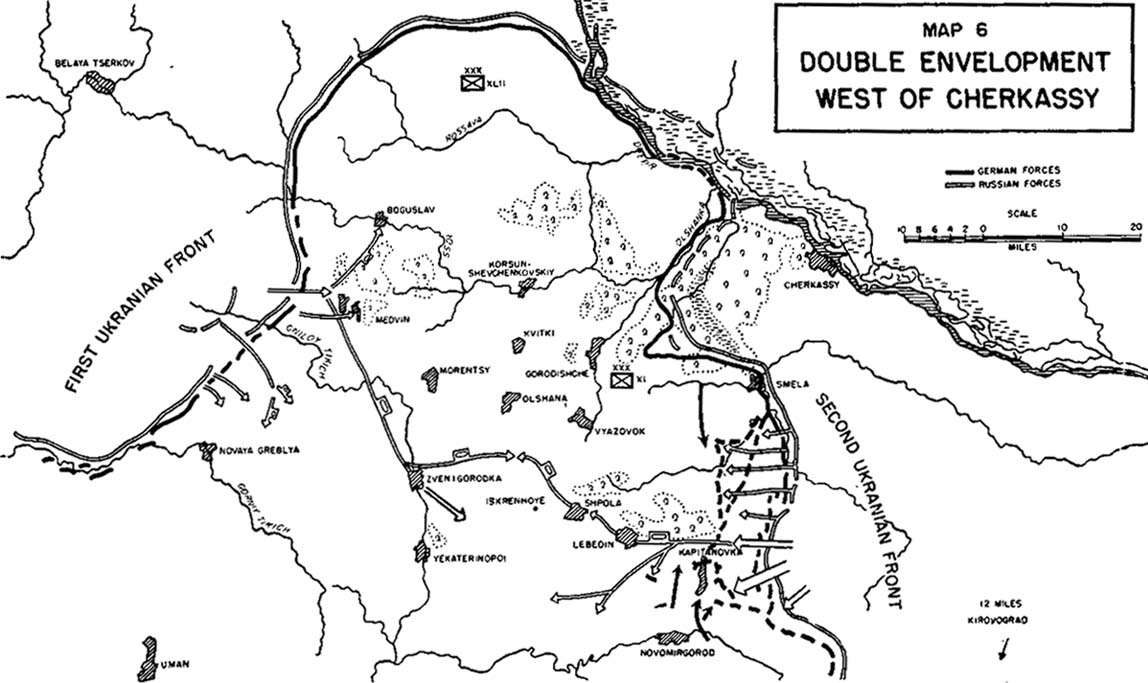
Avances convergentes del Frente Ucraniano y del 2.º Frente Ucraniano, durante la ofensiva de Korsun–Cherkasy

Como resultado de la operación de Kirovogrado, las tropas del 2.º Frente Ucraniano hicieron retroceder a los alemanes del río Dniéper entre 40 y 50 km. Durante las intensas batallas, el 8.° Ejército alemán sufrió pérdidas significativas: la 167.° División de Infantería se disolvió debido a las grandes pérdidas que había sufrido, mientras que la 10.° División de Granaderos Panzer, las 106.°, 282.° y 376.° divisiones de infantería sufrieron entre un 50 % y un 75 % de pérdidas en efectivos y material pesado.
El resultado más importante de la operación fue la liberación de Kirovogrado, un importante bastión y un valioso cruce de carreteras, que rompió la estabilidad de la defensa del 8.° Ejército alemán. La captura de Kirovogrado amenazó desde el sur los flancos de las fuerzas alemanas que estaban ubicadas alrededor de Korsun-Cherkasy. A su vez, la ofensiva de Kirovogrado, junto con la vecina ofensiva de Zhitómir-Berdichev, creó las condiciones para el posterior éxito de la ofensiva de Korsun-Cherkasy.

#### Ofensiva de Korsun-Cherkasy
El esfuerzo principal soviético se dirigió principalmente hacia el sur, donde se lanzó la ofensiva Korsun-Cherkasy el 24 de enero. Después de un bombardeo masivo, el 4.º Ejército de la Guardia y el 53.° Ejército del Segundo Frente Ucraniano (Iván Kónev) atacaron al sur del saliente de Korsun, y al día siguiente se reunieron con el 5.º Ejército de Tanques de la Guardia (Pável Rótmistrov). Se abrieron paso y rechazaron fácilmente los débiles contraataques alemanes.
El 26 de enero, el Primer Frente Ucraniano de Nikolái Vatutin envió desde el norte al 6.º Ejército de Tanques de la Guardia, que se encontró con las fuerzas soviéticas que avanzaban desde el sur el 28 de enero, cercando en el proceso a unos 60 000 alemanes del XI y XXXXII Cuerpo de Ejército del 8.º Ejército alemán (general Otto Wöhler) en una bolsa de 3100 km2 cerca de la ciudad de Cherkasy. A partir de una serie de mapas alemanes capturados, Zhúkov calculó la fuerza enemiga cercada en once divisiones y unos 85 000 efectivos, un cálculo ciertamente exagerado.
En total, se asignaron veintisiete divisiones soviéticas para destruir la bolsa. Los esfuerzos soviéticos, sin embargo, se vieron obstaculizados por el inicio de un deshielo temprano, que embarró el suelo. El general Hans-Valentin Hube, comandante del 1.º Ejército Panzer, solicitó autorización para evacuar a las tropas sitiadas antes de que los soviéticos completaran el cerco; sin embargo, Hitler se negó.

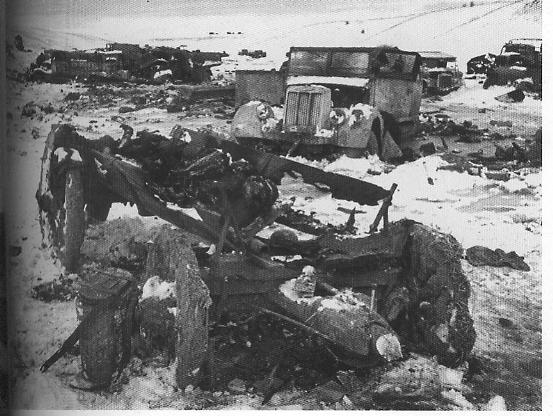
Vehículos alemanes destruidos en el intento de fuga de la bolsa de Cherkasy.

El 4 de febrero, Manstein envió a una fuerza de relevo al mando del general Hans-Valentin Hube, al mando del 1.º Ejército Panzer, incluidos el XLVII y el III Cuerpo Panzer; estos cuerpos estaban formados por las divisiones pánzer 1.ª, 16.º y 17.ª, la 1.ª División Leibstandarte SS Adolf Hitler y el Regimiento de Panzers Pesado «Báke» equipado con cuarenta y siete Panzer V Panther y treinta y cuatro Panzer VI Tiger al mando del teniente coronel Franz Bäke, para intentar auxiliar a las tropas alemanas sitiadas. El XLVII Cuerpo Panzer atacó el 4 de febrero, desde el sureste, mientras que el III Cuerpo Panzer atacaba desde el oeste, pero ambos quedaron atascados por el barro, las dificultades logísticas y la dura resistencia soviética.
Zhúkov emitió una oferta de rendición a las fuerzas atrapadas en la bolsa de Korsun pero fue rechazada. El III Cuerpo Panzer finalmente, después de tres días de encarnizados combates, fue capaz de llegar al pueblo de Lysyanka, en la ribera del caudaloso río Gniloi Tikich, cerca de las tropas atrapadas en Cherkasy. Allí tuvo que detenerse debido a la falta de combustible, que los tanques estaban consumiendo a un ritmo enorme a causa del lodo. Debido a la incapacidad del general Hube de contactar con las tropas cercadas, Manstein dio órdenes al general Stemmermann para que rompiera el cerco y se uniera a las tropas alemanas en Lysyanka.
Al frente de las seis divisiones alemanas cercadas se encontraba el general Wilhelm Stemmermann, otrora jefe del XI Cuerpo de Ejército. El general Stemmermann atacó poco antes de la medianoche del mismo día, y al principio tomó a las tropas soviéticas completamente por sorpresa, con lo que fue capaz de avanzar hasta las aldeas de Jilki y Komarovka, a solo 6,5 km de las tropas de relevo situadas al otro lado del río Gniloi Tikich. Sin embargo, refuerzos soviéticos, enviados a toda prisa, bloquearon el intento de evasión alemán.
El general Wilhelm Stemmermann decidió reorganizar sus maltrechas divisiones en tres destacamentos e intentar una evasión nocturna, el propio Stemmermann se hizo cargo de la retaguardia formada por las divisiones 57.º y 88.º, mientras que la 5.ª División Panzer SS Wiking encabezaría el intento de fuga. El número total de soldados alemanes en la bolsa en ese momento era de aproximadamente 45 000, mientras que unos 1500 heridos iban a quedar atrás.

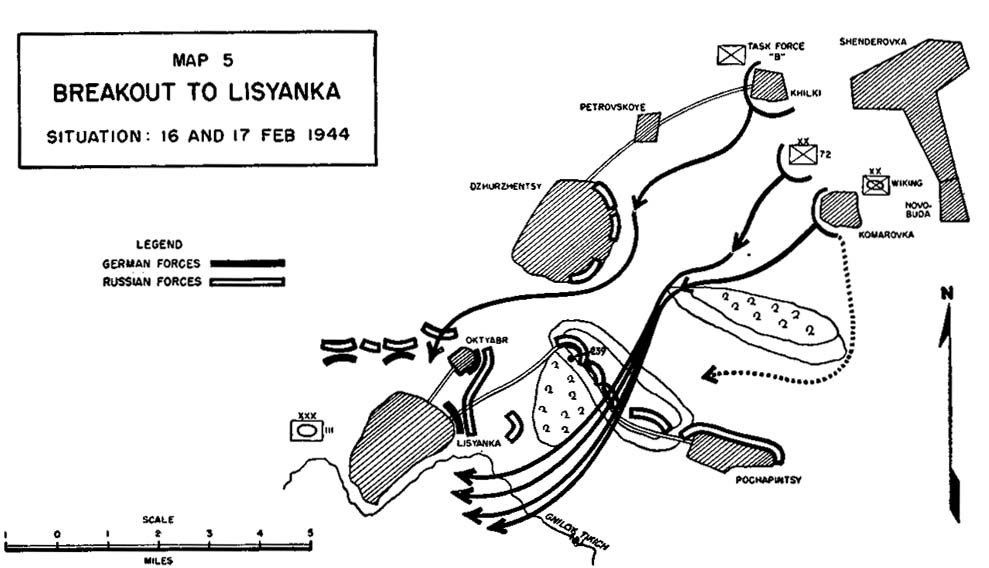
La fuga de las tropas del general Wilhelm Stemmermann hacia Lysyanka.

La evasión comenzó a las 23:00h avanzando rápidamente y en silencio, los primeros soldados fueron capaces de atravesar las líneas rusas con relativa facilidad. El resto de los soldados alemanes, sin embargo, no tuvo tanta suerte, ya que se encontró con una decidida resistencia de soldados soviéticos completamente conocedores de lo que estaba pasando, así que a partir de ese momento el intento de evasión se convirtió en una caótica fuga. Para alcanzar Lysyanka, tenían que atravesar las heladas aguas del río Gniloi Tikich, por lo que, para asegurarse de alcanzar la otra orilla, numerosos soldados abandonaron sus fusiles, e incluso sus uniformes; aun así, muchos se ahogaron.
El amanecer descubrió a las últimas columnas alemanas al oeste de la aldea de Dzurzhentsy a medio camino del río Gniloi Tikich; a partir de este punto, las ametralladoras, morteros, cohetes y piezas de artillería soviéticos acabaron en masa con los expuestos alemanes. Cuando el grueso de las tropas alemanas llegaron a las orillas del río, el espectáculo era dantesco: miles de soldados yacían muertos, todo tipo de material y equipo estaba diseminado por todas partes, los soldados intentaban desesperadamente cruzar el río, los heridos eran dejados atrás y unos pocos oficiales intentaban poner algo de orden en la caótica fuga. A última hora de la tarde, los oficiales alemanes que había estado tratando de organizar el caótico cruce del río, cruzaron el río a nado y se unieron a las largas filas de soldados alemanes que, desarmados y ateridos, penosamente se retiraban hacia la seguridad de Lysyanka. 
En total, 25 000 de los 60 000 soldados cercados consiguieron evadirse y unirse a las fuerzas de relevo, un número increíblemente alto para las dificultades que tuvieron que superar; unos 20 000 soldados fallecieron en el intento, incluido el propio general Stemmermann; y los soviéticos hicieron aproximadamente 15 000 prisioneros. Sin embargo, los soldados supervivientes tuvieron que ser evacuados a hospitales y zonas de descanso en Polonia a descansar y recuperarse.

#### Ofensiva de Rovno-Lutsk

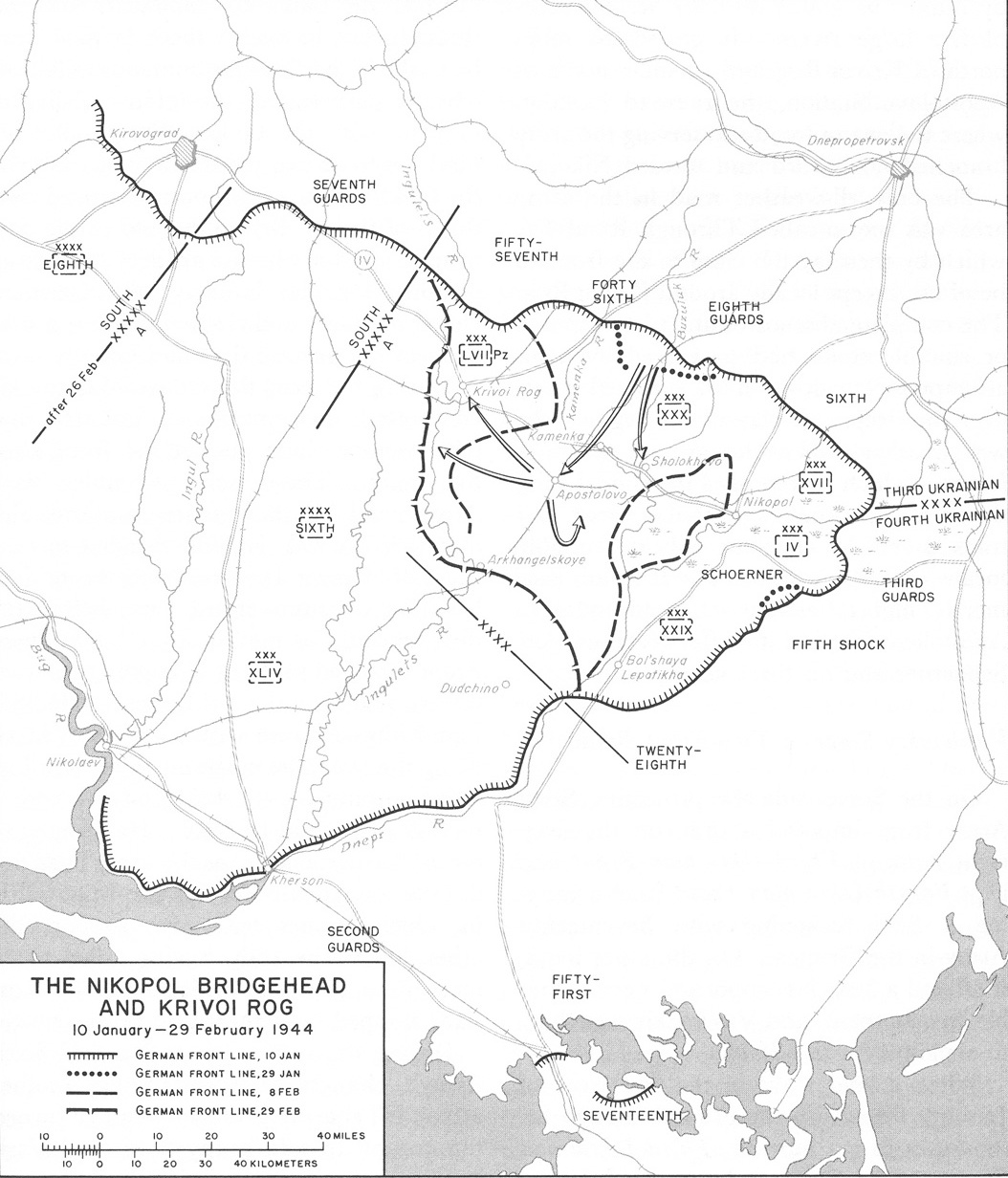
Mapa de la ofensiva soviética contra el saliente de Krivói Rog-Nikópol.

La operación Rovno-Lutsk fue una operación ofensiva en el oeste de Ucrania, llevada a cabo por el flanco derecho del Primer Frente Ucraniano de Nikolái Vatutin contra elementos del 4.º Ejército Panzer al mando de Erhard Raus del Grupo de Ejércitos Sur, con el objetivo de envolver su ala izquierda formada por elementos del XIII Cuerpo de Arthur Hauffe.
La ofensiva, encabezada por el 1.er Cuerpo de Caballería de la Guardia de Viktor Baránov, junto con el 13.º Ejército de Nikolái Pukhov y el 60.º Ejército al mando de Iván Cherniajovski en las marismas boscosas, logró capturar los importantes centros de comunicación de Rovno y Lutsk. Como resultado de esta ofensiva, los soviéticos envolvieron profundamente el flanco izquierdo del Grupo de Ejércitos Sur. Esto permitió que el Ejército Rojo atacara hacia el sur, en lo profundo de la retaguardia del Grupo de Ejércitos Sur, lo que se logró un mes después durante la operación Proskurov-Chernvotsy, que condujo posteriormente al cerco del 1.er Ejército Panzer (Hans-Valentin Hube), en lo que se conoce como la bolsa de Kamenets-Podolsky o bolsa de Hube.
Además, surgió una nueva dirección estratégica hacia el oeste para el Ejército Rojo, con la posibilidad de atacar en la dirección de Kovel-Lublin-Brest, lo que permitió al Ejército Rojo llegar al flanco y la retaguardia del Grupo de Ejércitos Centro. Esta ofensiva también creó el llamado «balcón de Bielorrusia», un saliente ocupado por los alemanes que sobresalía hacia el este y estaba a más de trescientos kilómetros del frente del Grupo de Ejércitos Sur en el oeste.
Dicha ofensiva se llevó a cabo casi al mismo tiempo que la ofensiva soviética de Korsun-Schevchenkovsky (también conocida como la batalla de la Bolsa de Cherkasy). Aunque preciosas divisiones blindadas alemanas estaban siendo enviadas allí para rescatar a dos cuerpos alemanes rodeados, la operación Rovno-Lutsk soviética ató las fuerzas del 4.º Ejército Panzer que de otro modo podrían usarse en la operación de socorro de las unidades alemanas cercadas en la bolsa.

#### Ofensiva de Nikopól-Krivói Rog
Mientras tanto, el Tercer Frente Ucraniano emprendió la ofensiva Nikópol-Krivói Rog hacia el sur contra el Grupo de Ejércitos A, al mando del mariscal de campo Ewald von Kleist, y avanzó lentamente al principio. Sin embargo, finalmente destruyó el saliente alrededor de Krivói Rog y Nikópol; los defensores casi quedaron embolsados por los soviéticos y perdieron importantes minas.

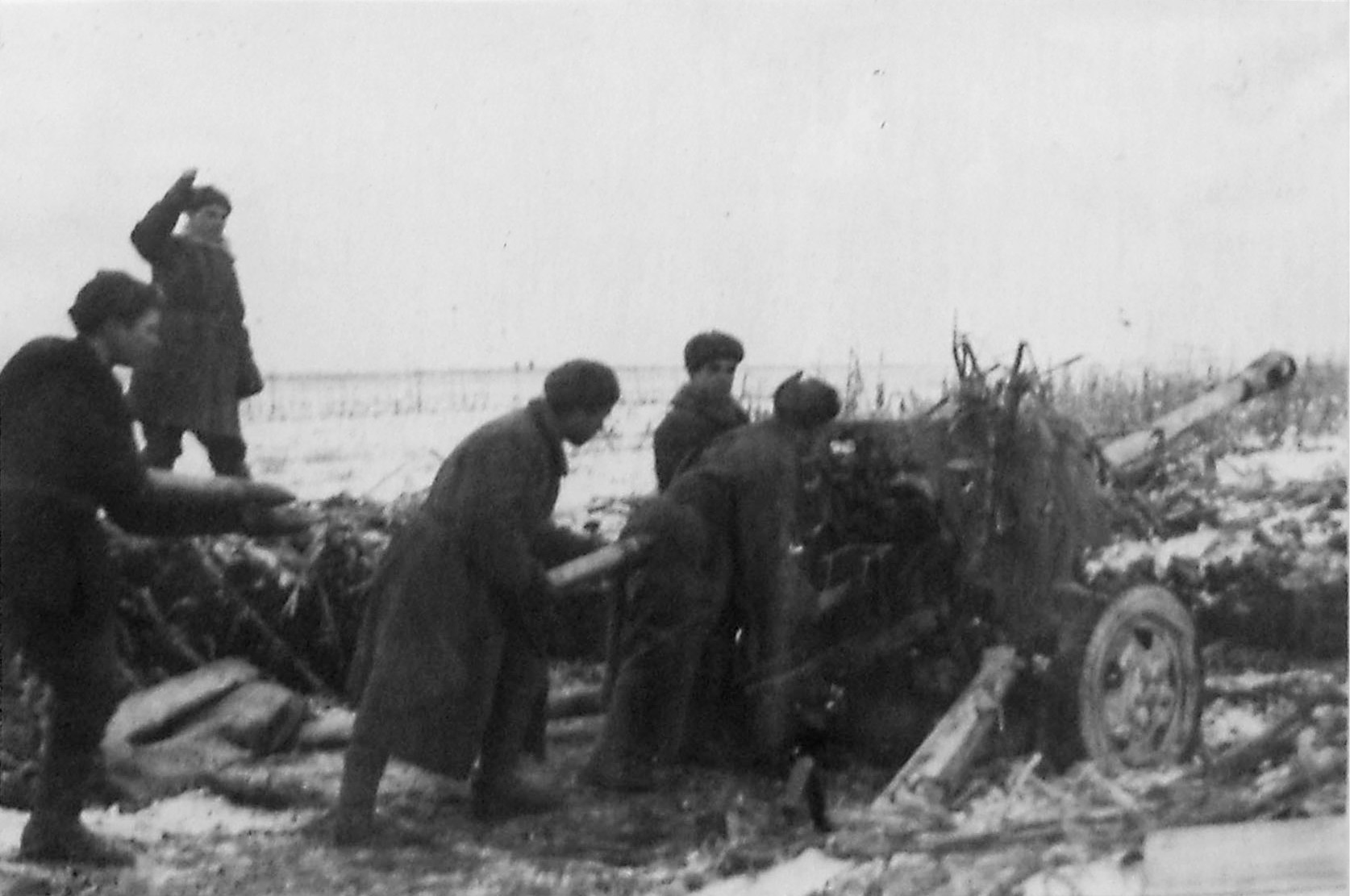
Artillería soviética bombardeando las posiciones alemanas en Níkopol en 1944.

Después de la toma de Krivói Rog, el 37.º Ejército avanzó hacia el río Inhulets, al oeste de la ciudad, y el 46.º Ejército hacia el Inhulets, al sur de la localidad. El 25 de febrero, el 8.º Ejército de Guardias y el 6.º Ejército reanudaron la marcha hacia el río Inhulets. El 5.º Ejército de Choque retomó el ataque al suroeste desde una cabeza de puente en el Dniéper el 26 de febrero y alcanzó la línea del río Velíkaya, Aleksándrovka y Dudchino tres días después. El río Inhulets se convirtió en la principal línea defensiva alemana; era una barrera natural conveniente, aunque las Divisiones de Fusileros de la Guardia 35.º y 57.º del 8.º Ejército de la Guardia crearon una cabeza de puente en la zona de Shyroke. Casi simultáneamente, el 37.º Ejército se apoderó de otra al oeste de Krivói Rog, y el 46.º Ejército, de una tercera al norte de Shyroke.
Ocho divisiones de infantería alemana, tres Panzer y una Panzergrenadier perdieron más de la mitad de sus efectivos. La eliminación de la cabeza de puente de Nikópol permitió al Cuarto Frente Ucraniano abordar la ofensiva de Crimea sin temor a que el enemigo lo atacase por la retaguardia. Las condiciones favorables para la posterior ofensiva de Odesa se debieron a la conquista de varias cabezas de puente en la orilla occidental del río Inhulets.
Durante la operación, el 8.º y el 17.º Ejércitos Aéreos realizaron diez mil setecientas salidas. Según documentos soviéticos, derribaron ciento cuarenta aviones alemanes en más de cien combates aéreos y destruyeron treinta y nueve más en tierra. Ambos ejércitos aéreos también llevaron combustible y municiones a las tropas de tierra; tan solo el 17.º Ejército Aéreo realizó 2136 operaciones de transporte, llevó alrededor de 320 toneladas de suministros y evacuó a 1260 heridos.

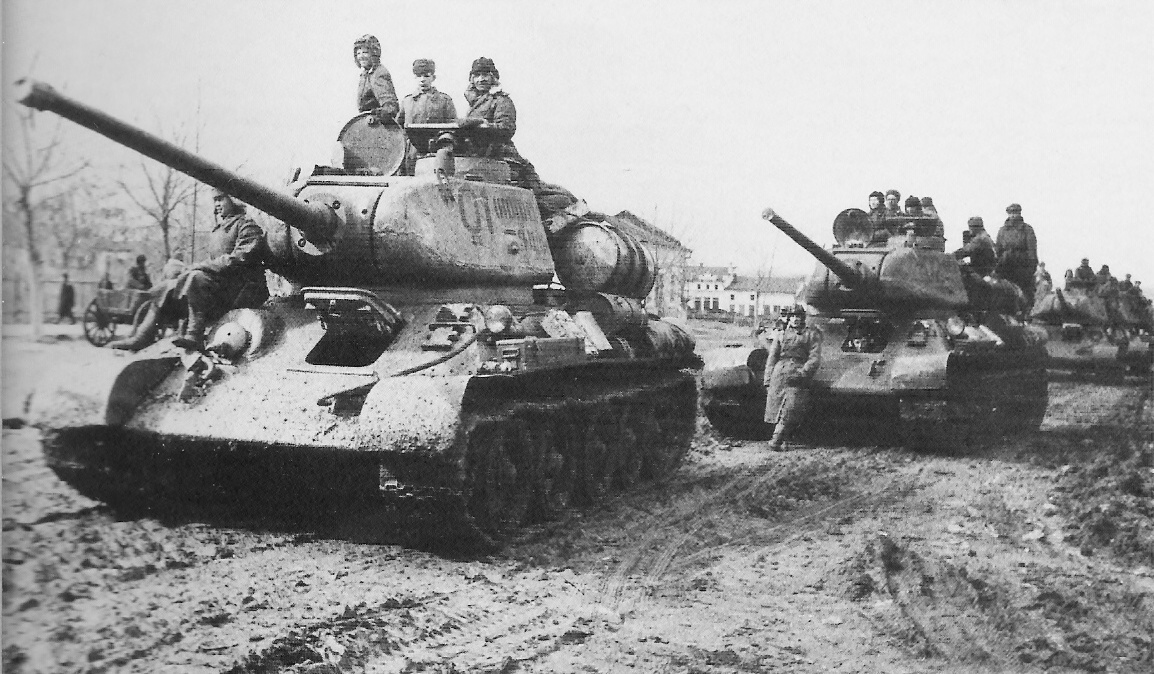
Una columna de tanques T-34/85 avanza por el barro de la primavera ucraniana.

Si bien la ofensiva pareció disminuir a finales de febrero, los soviéticos se estaban preparando para la segunda fase, que no tardaría en comenzar, a una escala aún mayor que la primera.

### Segunda fase

#### Ofensiva de Proskurov-Chernivts
La operación Rovno-Lutsk fue una operación ofensiva en el oeste de Ucrania, llevada a cabo por el ala izquierda del Primer Frente Ucraniano del Ejército Rojo contra los elementos del 4.º Ejército Panzer del Grupo de Ejércitos Sur, con el objetivo de envolver el ala izquierda. de este grupo de ejércitos.
La ofensiva, encabezada por el II Cuerpo de Caballería de la Guardia en las marismas boscosas, logró capturar los importantes centros de comunicación de Rovno y Lutsk. Como resultado de esta ofensiva, los soviéticos envolvieron profundamente el flanco izquierdo del Grupo de Ejércitos Sur. Esto permitió que el Ejército Rojo atacara hacia el sur, en lo más profundo de la retaguardia del Grupo de Ejércitos Sur, lo que se logró un mes después durante la «operación Proskurov-Chernvotsy» que condujo al cerco del 1.er Ejército Panzer, en lo que se conoce como la bolsa de Kamenets-Podolsky.

Mapa de la ofensiva de Uman - Botoşani (5 de marzo al 17 de abril de 1944). (en ruso)

Esta ofensiva se llevó a cabo casi al mismo tiempo que la ofensiva soviética de Korsun-Schevchenkovsky (también conocida como la batalla de Korsun-Cherkasy). Aunque valiosas divisiones blindadas alemanas estaban siendo enviadas allí para rescatar a los dos cuerpos alemanes rodeados, la operación Rovno-Lutsk soviética ató las fuerzas del 4.º Ejército Panzer que de otro modo podrían usarse en la operación de socorro de la bolsa de Korsun-Cherkasy.
La operación comenzó el 27 de enero. Las divisiones de fusileros de los 13.º (Nikolái Pujov) y 60.º (Iván Cherniajovski) ejércitos soviético atacaron al enemigo, avanzando sobre Rovno desde el este, y el 1.er Cuerpo de Caballería de la Guardia, del teniente general Viktor Baránov, que operaba a 50 km al norte del sector de avance, se movió en secreto fuera de las áreas iniciales alejadas de la línea del frente, y ya el primer día avanzaron entre 40 y 50 km en la retaguardia alemana. En la noche del 29 de enero, el cuerpo viró hacia el sureste y se encontró en la retaguardia de los alemanes que defendían Rovno. El 2 de febrero, las tropas soviéticas liberaron Rovno, el mismo día en que se tomó Lutsk. 
Los ejércitos soviéticos 13.º y 60.º se movieron a través de los huecos en la línea defensiva alemana, rodeando la ciudad. Las fuerzas alemanas restantes capitularon el 5 de febrero de 1944.
La maniobra encubierta del cuerpo de caballería en la retaguardia alemana demostró ser una forma efectiva de luchar en las condiciones del terreno pantanoso que rodea Polesie y permitió lograr un gran éxito operativo. Fue facilitado por las acciones de los partisanos de Polissya, quienes, con el acercamiento de las tropas soviéticas, intensificaron sus ataques contra las comunicaciones y guarniciones alemanas. 
En las batallas por Shepetovka, la ofensiva soviética no se desarrolló con tanto éxito. Solo el 11 de febrero, el 60.° ejército capturó Shepetovka. Al final de ese día, las tropas del ala derecha del Primer Frente Ucraniano básicamente habían completado sus tareas asignadas.

#### Ofensiva de Uman-Botoşani

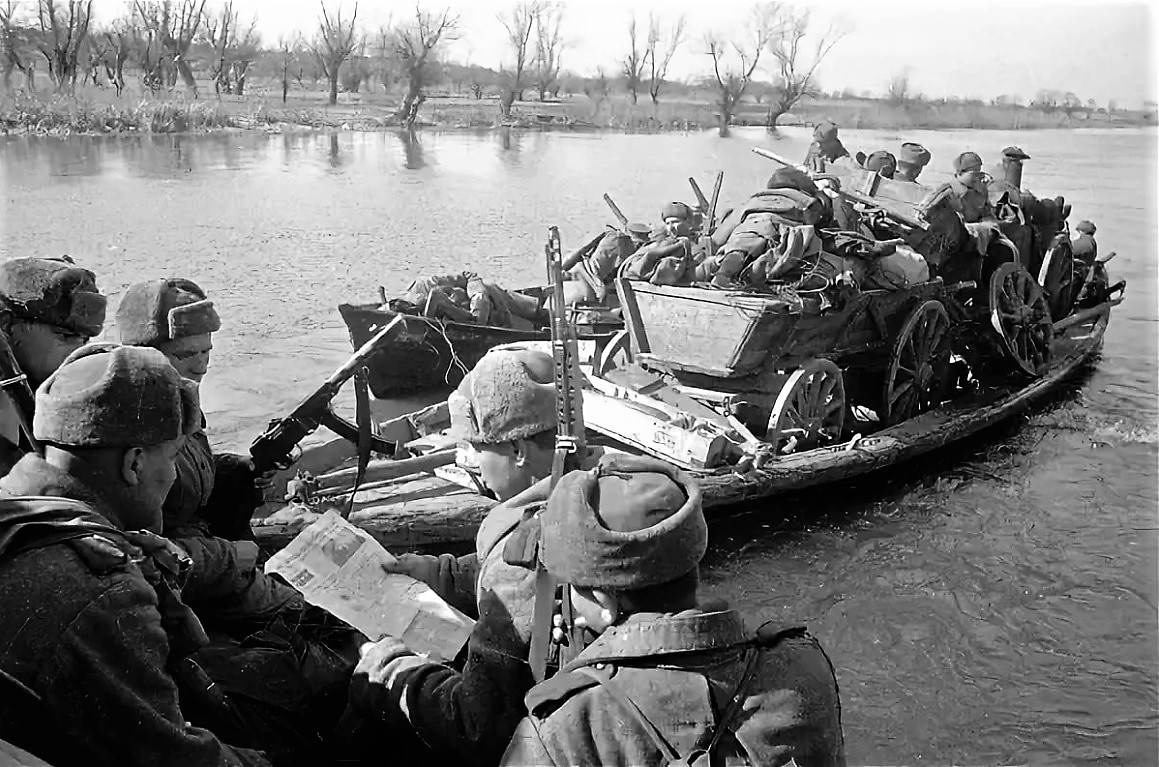
Tropas soviéticas cruzando el río Dniéper cerca de Jersón en marzo de 1944.

El 5 de marzo, Kóniev lanzó la ofensiva Uman-Botoşani, avanzó rápidamente y no tardó en cortar la línea de suministro del 1.er Ejército Panzer al capturar Chortkov el 23 de marzo. El 10 de marzo, el Segundo Frente Ucraniano destruyó dos cuerpos panzer al capturarlos en la caída de Uman.

#### Ofensiva de Bereznegovatoye-Snigirevka
Rodión Malinovski se unió a la ofensiva Bereznegovatoye-Snigirevka al día siguiente, mientras que Fiódor Tolbujin se destacó para comenzar los preparativos para la ofensiva de Crimea. Estos frentes avanzaron rápidamente, mientras Konev se movía para cortar la retirada del 1.er Ejército Panzer. Este, ahora comandado por Hans-Valentin Hube, fue rodeado por completo el 28 de marzo. Durante el cerco, Eric von Manstein voló al cuartel general de Hitler y le pidió que revocara su directiva que requería que todas las formaciones cercadas formaran «fortalezas» donde estaban. Tuvo éxito y recibió el II Cuerpo Panzer SS como refuerzos, la primera transferencia de fuerzas al frente oriental a expensas del frente occidental desde la Directiva N.º 51 del Führer.

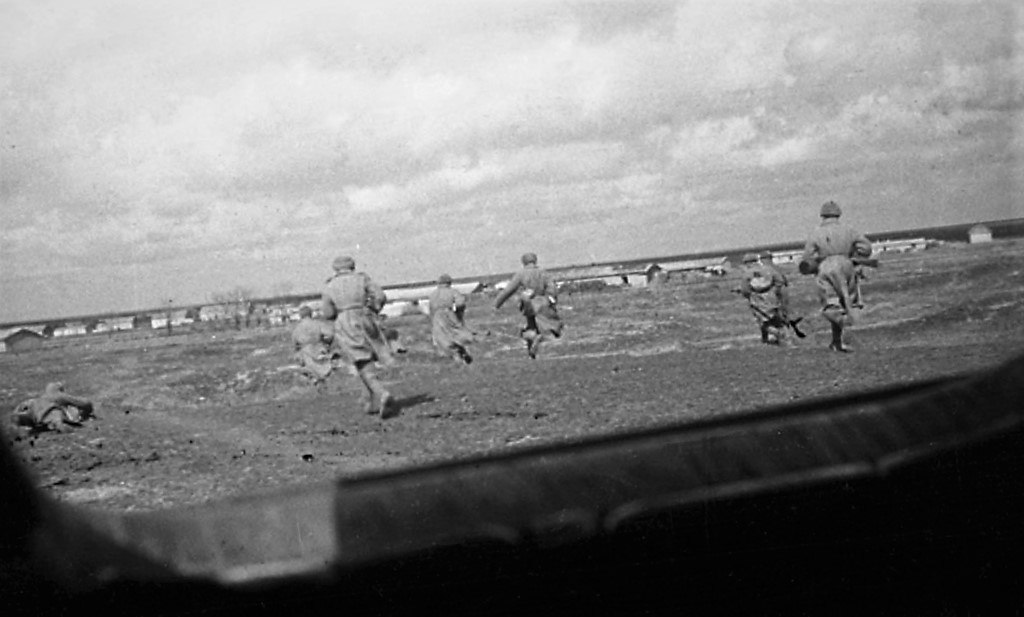
Tropas del Tercer Frente Ucraniano combatiendo en las cercanías de Jersón.

El 30 de marzo, las fuerzas de Hube salieron disparadas y, debido a que la inteligencia militar soviética no estaba al tanto de la llegada del II Cuerpo Panzer, y su trasladó al oeste, en lugar de al sur, como esperaban los comandantes soviéticos, tuvo éxito. y, para el 10 de abril, las fuerzas de Hube rompieron el cerco y se reunieron con el 4.º Ejército Panzer. A pesar de este pequeño éxito, Hitler culpó a sus generales por el éxito estratégico general de las fuerzas soviéticas, destituyó a los comandantes del Grupo de Ejércitos Sur y del Grupo de Ejércitos A (Erich von Manstein y Ewald von Kleist, respectivamente), los reemplazó por Walter Model y Ferdinand Schörner, y los renombró como Grupos de Ejércitos Ucrania Norte y Sur, indicando sus planes para reconquistar este territorio.

#### Ofensiva de Poliske
Mientras tanto, hacia el sur, el Tercer Frente Ucraniano avanzaba hacia Odesa y hacia la gobernación de Transnistria, al este de Rumania. Después de tres días de intensos combates, su punta de lanza del 8.º Ejército de la Guardia había avanzado solo ocho kilómetros, pero había roto la principal línea de defensa del 6.º Ejército alemán de Karl-Adolf Hollidt, y rápidamente avanzó otros cuarenta kilómetros hacia Novyi Buh, casi rodeando a los defensores alemanes. A pesar de las órdenes de Hitler que prohibían la retirada, las fuerzas alemanas retrocedieron al río Bug el 11 de marzo. Ese mismo día, Hollidt logró escapar del cerco, principalmente porque Malinovski había dividido sus fuerzas en Mykolaiv, y pudo improvisar una línea defensiva en el Bug para el 21 de marzo. Sin embargo, había perdido la confianza de Hitler y fue destituido, para ser reemplazado por Maximilian de Angelis. El 28 de marzo, presionadas con fuerza en toda la línea, las tropas alemanas comenzaron a retroceder del Bug Occidental.

#### Ofensiva de Odesa
Para el 25 de marzo, la línea defensiva del Prut había caído en su totalidad y el Tercer Frente Ucraniano fue enviado para asegurar Odesa. El 2 de abril, el 8.º Ejército de la Guardia de Vasili Chuikov y el 46.º Ejército atacaron a través de una tormenta de nieve y, para el 6 de abril, habían empujado a los defensores más allá del río Dniéster y aislado Odesa. Odesa fue liberada el 10 de abril y las tropas soviéticas comenzaron a entrar en Rumania propiamente dicha, lo que tendría importantes amplias consideraciones políticas, como veremos posteriormente.
A mediados de abril, el 4.º Ejército Panzer había quedado inmovilizado contra los montes Cárpatos. Más al sur los ejército 6.º y 8.º, que el 14 de abril habían conseguido llegar al río Dniéster, eran una ruina. Para cuando las tropas alemanas cruzaron el río, las vías férreas rumanas, con las que contaban para obtener suministros, estaban completamente destrozadas y los soldados alemanes se encontraron completamente abandonados a su suerte sin ropa, víveres ni suministros médicos. Los heridos tuvieron que ser dejados a la intemperie. La ración diaria se redujo a 200 gramos diarios de pan.

## Consecuencias
Entre finales de diciembre de 1943 y principios de mayo de 1944, las tropas del Ejército Rojo derrotaron a las más poderosas unidades alemanas en el territorio de la margen derecha, el oeste y el sur de Ucrania, que eran el Grupo de Ejércitos Sur y el Grupo de Ejércitos A, y obligaron a los grupos de ejércitos golpeados a retirarse. 250-450 km al oeste, en el este de Polonia (Galitzia) y Rumanía.

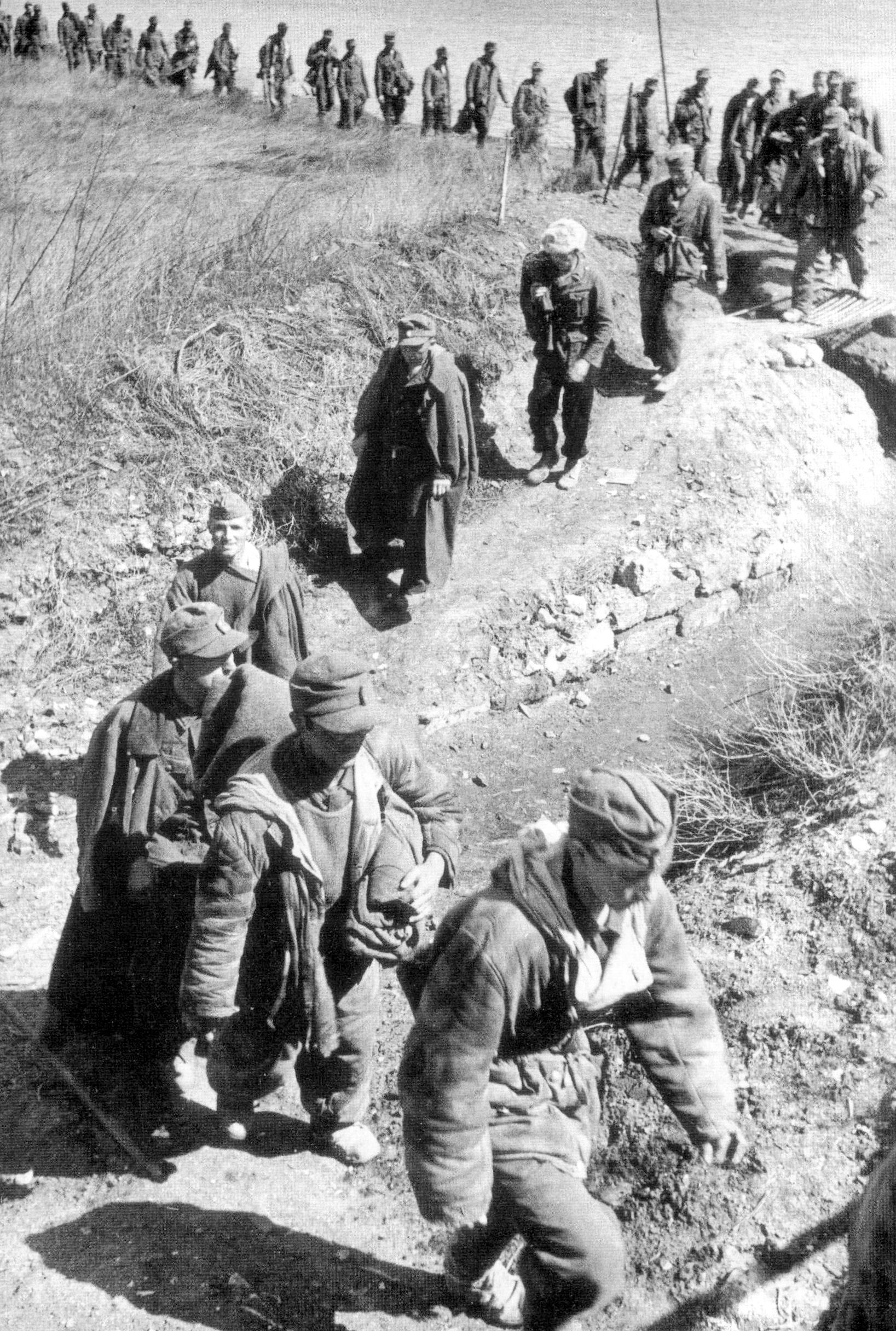
Prisioneros de guerra alemanes capturados cerca de Odesa marchan hacia su cautiverio.

La derrota del Grupo de Ejércitos Sur y del Grupo de Ejércitos A, y el desalojo de las fuerzas alemanas de la Ucrania de la orilla derecha y Crimea habían cambiado radicalmente la situación estratégica en el sur. Con el Ejército Rojo tomando la vía férrea Lvov-Odesa, la principal línea de suministro del Grupo de Ejércitos Sur, y llegando a los Montes Cárpatos, el frente del Grupo de Ejércitos Sur se dividió en dos partes: norte y sur de los Cárpatos. 
La parte norte pasó a llamarse Grupo de Ejércitos Ucrania Norte (Generalfeldmarschall Walter Model) mientras que la parte sur Grupo de Ejércitos Ucrania Sur (Generalfeldmarschall Ferdinand Schörner), que entró en vigor el 5 de abril de 1944, aunque muy poco de Ucrania quedaba en manos alemanas. Como resultado de esta división, la conexión entre estos dos nuevos grupos de ejércitos se había roto. Ahora, el grupo del sur de fuerzas alemanas tendría que utilizar la ruta de abastecimientos más larga a través de los Balcanes, con todos los suministros desviados por los ferrocarriles rumanos, que estaban completamente destrozados.
Para las fuerzas alemanas desplegadas en Ucrania, las pérdidas de personal fueron significativas. Durante la campaña, nueve divisiones de infantería y una división de campo de la Luftwaffe fueron destruidas, mientras que siete divisiones panzers y panzergrenadier, una paracaidista y dos divisiones de infantería sufrieron daños tan graves que fueron retiradas del frente y enviadas a Alemania para realizar amplias reparaciones. Casi el resto de las divisiones también sufrieron graves daños, sufriendo al menos un 50% de pérdidas de personal, mientras que algunas se quedaron solo con restos de sus tropas. Por ejemplo, 18 de las 39 divisiones pertenecientes al Grupo de Ejércitos A se clasificaron como Kampfgruppen, o grupos de batalla, lo que significa que las divisiones estaban tan agotadas que en realidad eran el equivalente de poco más que regimientos reforzados.
El 8 de abril de 1944, el Cuarto Frente Ucraniano al mando de Fiódor Tolbujin, en cooperación con el Ejército Costero Independiente y la Flota del Mar Negro, fue el encargado de liberar la península de Crimea (véase ofensiva de Crimea), para el 16 de abril las tropas del frente hicieron retroceder a las fuerzas del Eje hasta Sebastopol liberando en el proceso el resto de la península de Crimea. La defensa alemana en el puerto de Sebastopol fue tenaz, pero no aguantó tanto como la del Ejército Rojo dos años antes, el 10 de mayo los alemanes y sus aliados rumanos intentaron evacuar sus fuerzas de Sebastopol, pero apenas fueron capaces de evacuar 38 000 efectivos de un total inicial de 121 000.
Como reacción a la derrota alemana, Hitler tomó medidas represivas contra el alto mando. El comandante del Grupo de Ejércitos Sur Erich von Manstein y el comandante del Grupo de Ejércitos A Ewald von Kleist fueron destituidos por Hitler y reemplazados por Walter Model y Ferdinand Schörner respectivamente. Muchos comandantes de cuerpo, divisiones y comandantes de las «fortalezas» fueron destituidos de sus puestos y sometidos a juicio. Miles de oficiales intermedios y subalternos fueron condenados por tribunales militares.
Las enormes pérdidas de las tropas alemanas sacudieron significativamente la estabilidad de las defensas alemanas en todo el frente soviético-alemán, debilitando las fuerzas del vecino Grupo de Ejércitos Centro (lo cual tuvo un enorme impacto en la posterior operación Bagratión), así como debilitando las fuerzas alemanas estacionadas en Francia antes de la apertura del segundo frente en Europa. Después de esta campaña, la Wehrmacht había perdido definitivamente la capacidad de contraatacar. Solo podía seguir una estrategia de repliegue, con pequeños contraataques a escala local, abandonando definitivamente la guerra de movimientos por una política de defensa estática, siempre expuesta al enorme poder ofensivo soviético.
La ofensiva Dniéper-Cárpatos influyó notablemente en el curso futuro de los acontecimientos durante el verano de 1944 tanto en el frente oriental como en el occidente. En esencia, la batalla resultó un enorme desgaste, que absorbió enormes cantidades de recursos alemanes, de lugares tan distantes comoː Francia, Alemania, Dinamarca, Polonia, los Balcanes y del Grupo de Ejércitos Centro. En total, entre enero y mayo de 1944, un total de 34 divisiones, 550 000 hombres y 853 tanques, cañones de asalto y cañones autopropulsados. fueron transferidos a Ucrania desde toda Europa y del Grupo de Ejércitos Centro. 
Para hacer frente a las crisis y estabilizar las líneas en Ucrania Occidental, la Wehrmacht se vio obligada a redirigir grandes cantidades de hombres, equipo y refuerzos a esa zona. Estos recursos eran desesperadamente necesarios para preparar las fuerzas en Francia para la próxima invasión aliada en Francia (véase batalla de Normandía) y cuya redirección debilitó críticamente al Grupo de Ejércitos Centro.
El éxito soviético durante esta ofensiva creó las condiciones para una serie de ofensivas importantes en el verano de 1944. Primero, se crearon las condiciones para desarrollar ataques en la dirección de Lublin al flanco y la retaguardia del Grupo de Ejércitos Centro, que se lograron durante la ofensiva de Lublin-Brest. En segundo lugar, se crearon las condiciones para desarrollar el ataque en la dirección de Leópolis y hacia el este de Polonia, lo que se logró durante la ofensiva Leópolis-Sandomierz. En tercer lugar, se crearon las condiciones para desarrollar un ataque más profundo en Rumania y los Balcanes, lo que se logró durante la 2.ª Ofensiva de Jassy-Kishinev.
La operación, junto con la ofensiva de Crimea, provocó muchas bajas entre las tropas de infantería rumanas en Ucrania. Las numerosas bajas y la proximidad de las fuerzas soviéticas a la frontera rumana fueron las principales motivaciones de los líderes rumanos cuando iniciaron conversaciones de paz secretas en Moscú poco después de la finalización de la ofensiva.